# Huset Rothschild
Huset Rothschild är en amerikansk film från 1934 i regi av Alfred L. Werker.

## Rollista i urval
- George Arliss - Mayer Rothschild / Nathan Rothschild
- Boris Karloff - Count Ledrantz
- Loretta Young - Julie Rothschild
- Robert Young - Captain Fitzroy
- C. Aubrey Smith - Duke of Wellington
- Arthur Byron - Baring
- Helen Westley - Gudula Rothschild
- Reginald Owen - Herries
- Florence Arliss - Hannah Rothschild
- Alan Mowbray - Prince Metternich
- Holmes Herbert - Rowerth
- Paul Harvey - Solomon Rothschild
- Ivan F. Simpson - Amschel Rothschild (as Ivan Simpson)
- Noel Madison - Carl Rothschild
- Murray Kinnell - James Rothschild